# Danh sách cầu thủ tham dự Giải vô địch bóng đá Đông Nam Á 2014
Dưới đây là đội hình của các đội tuyển quốc gia cho Giải vô địch bóng đá Đông Nam Á 2014, đồng chủ nhà tổ chức bởi Singapore và Việt Nam, diễn ra từ ngày 22 tháng 11 đến ngày 20 tháng 12 năm 2014.

## Bảng A

### Việt Nam
Huấn luyện viên trưởng:  Toshiya Miura
| 0#0 | Vị trí | Cầu thủ           | Ngày sinh và tuổi           | Câu lạc bộ          |
| --- | ------ | ----------------- | --------------------------- | ------------------- |
| 1   | TM     | Nguyễn Thanh Bình | 11 tháng 8, 1987 (27 tuổi)  | SHB Đà Nẵng         |
| 3   | HV     | Lê Phước Tứ       | 15 tháng 4, 1984 (30 tuổi)  | Becamex Bình Dương  |
| 4   | HV     | Đinh Tiến Thành   | 24 tháng 1, 1991 (23 tuổi)  | Hải Phòng           |
| 5   | HV     | Nguyễn Văn Biển   | 27 tháng 4, 1985 (29 tuổi)  | Hà Nội T&T          |
| 7   | TV     | Ngô Hoàng Thịnh   | 21 tháng 4, 1992 (22 tuổi)  | Sông Lam Nghệ An    |
| 9   | TĐ     | Lê Công Vinh      | 10 tháng 12, 1985 (28 tuổi) | Becamex Bình Dương  |
| 10  | TV     | Nguyễn Văn Quyết  | 1 tháng 7, 1991 (23 tuổi)   | Hà Nội T&T          |
| 11  | TĐ     | Nguyễn Anh Đức    | 25 tháng 1, 1985 (29 tuổi)  | Becamex Bình Dương  |
| 14  | TV     | Lê Tấn Tài (c)    | 26 tháng 3, 1984 (30 tuổi)  | Becamex Bình Dương  |
| 15  | HV     | Quế Ngọc Hải      | 15 tháng 5, 1993 (21 tuổi)  | Sông Lam Nghệ An    |
| 16  | HV     | Nguyễn Huy Cường  | 8 tháng 11, 1986 (28 tuổi)  | Than Quảng Ninh     |
| 19  | TV     | Phạm Thành Lương  | 10 tháng 9, 1988 (26 tuổi)  | Hà Nội T&T          |
| 20  | TV     | Đinh Thanh Trung  | 24 tháng 1, 1988 (26 tuổi)  | QNK Quảng Nam       |
| 21  | TV     | Vũ Minh Tuấn      | 19 tháng 9, 1990 (24 tuổi)  | Than Quảng Ninh     |
| 23  | TM     | Trần Nguyên Mạnh  | 20 tháng 12, 1991 (22 tuổi) | Sông Lam Nghệ An    |
| 24  | TĐ     | Nguyễn Hải Anh    | 15 tháng 9, 1987 (27 tuổi)  | Đồng Nai            |
| 25  | TV     | Võ Huy Toàn       | 15 tháng 3, 1993 (21 tuổi)  | SHB Đà Nẵng         |
| 27  | TĐ     | Mạc Hồng Quân     | 1 tháng 1, 1992 (22 tuổi)   | Thanh Hóa           |
| 29  | TV     | Nguyễn Huy Hùng   | 22 tháng 6, 1992 (22 tuổi)  | Trẻ Hà Nội T&T      |
| 31  | HV     | Nguyễn Thanh Hiền | 16 tháng 4, 1993 (21 tuổi)  | TĐCS Đồng Tháp      |
| 33  | HV     | Nguyễn Minh Tùng  | 9 tháng 8, 1992 (22 tuổi)   | Hùng Vương An Giang |
| 35  | HV     | Nguyễn Xuân Thành | 22 tháng 3, 1985 (29 tuổi)  | Thanh Hóa           |

### Philippines
Huấn luyện viên trưởng:  Thomas Dooley

### Indonesia
Huấn luyện viên trưởng:  Alfred Riedl

### Lào
Huấn luyện viên trưởng:  David Booth

## Bảng B

### Singapore
Huấn luyện viên trưởng:  Bernd Stange

### Malaysia
Huấn luyện viên trưởng:  Dollah Salleh

### Thái Lan
Huấn luyện viên trưởng:  Kiatisak Senamuang

### Myanmar
Huấn luyện viên trưởng:  Radojko Avramovic